# Anereuthinula lyncestidis
Anereuthinula lyncestidis är en fjärilsart som beskrevs av Embrik Strand 1920. Anereuthinula lyncestidis ingår i släktet Anereuthinula och familjen nattflyn. Inga underarter finns listade i Catalogue of Life.